# Barleria tanzaniana
Barleria tanzaniana är en akantusväxtart som först beskrevs av Richard Kenneth Brummitt och J.R.I.Wood, och fick sitt nu gällande namn av I.Darbysh.. Barleria tanzaniana ingår i släktet Barleria och familjen akantusväxter. Inga underarter finns listade i Catalogue of Life.